# بحيرة سيلفر (وودريدج، نيويورك)
بحيرة سيلفر، إحدى ثلاث بحيرات تحمل هذا الاسم في مقاطعة سوليفان في نيويورك في الولايات المتحدة، تقع جنوبي شرق قرية وودريدج. تكونت بحيرة سيلفر في أربعينات القرن التاسع عشر عندما بُنيَ سد جدول ساندبيرغ لتوفير مياه كافية للقمة أو الجزءالأكثر ارتفاعاً في ديلاوير وقناة هدسون الواقعة بين وورتسبورو ونابانوخ. بعد إغلاق القناة، أصبحت البحيرة المتكونة والتي كانت تسمى في البداية بحيرة وودز وتبلغ مساحتها 85 فدانًا (34 هكتارًا)، مَعْلَمَاً يجذب الضيوف في مجتمعات المنتجعات الصيفية اليهودية في تلك المنطقة من جبال كاتسكيل
بحيرة سيلفر بحيرة غير منتظمة الشكل، مساحة سطحها عندما تكون ممتلئة يمتد على طول محور شمال غربي - جنوبي شرقي يبلغ طوله حوالي ثلثي ميل، 85 فدانًا (34 هكتارًا). يُعبرُ أحد الخلجان على الجانب الجنوبي باستخدام الطريق الأيمن لخط السكك الحديدية أورانج وويسترن السابقة؛ وهذه السكة الحديدية عبارة عن قناة حجرية سُفلية تربطه بالبحيرة الرئيسية. يقع الطرف الشمالي الغربي من البحيرة في قرية وودريدج، التي بَنت حديقة صغيرة تمتد على طول البحيرة حول الشاطئ الذي كون نفسه فيأيام المنتجع الأولى. طُوِّرَ شاطئٌ آخر في الطرف المقابل، شمالي السد. لا تزال شواطئ البحيرة غير مطورة باستثناء بعض المنازل والشركات المُطلة عليها.
في عام 1999، قوضت المياه بعض أجزاء السد الأصلي وتسببت في حدوث خرق، مما أدى إلى تجفيف البحيرة إلى ربع حجمها فقط. سعتالقرية وحصلت على منح حكومية واتحادية لإصلاح السد وترميم البحيرة، التي أضر غيابها الحديث بالأعمال التجارية المحلية. ومع ذلك، فإنوزارة الحفاظ على البيئة بالولاية (دي أي سي)، التي خلفت لجنة الحفظ كمنظم للسدود، أوقفت الإصلاحات بينما كانت تنظر في ما إذا كانسيُعاد تصنيف السد على أنه بالغ الخطورة في حالة الفشل، الأمر الذي كان يمكن أن يرفع التكلفة ويفرض إعادة التصميم. أخيراً وبعد الحصول على موافقة مجلس التنمية الاقتصادية وطرح المشروع للمناقصة، وبعد إعادة تصميم السد الذي حافظ على طابعه التاريخي، عانت القرية من انتكاسة أخرى عندما عاد أقل عرض بقيمة 1.5 مليون دولار، أي ضعف ما خُصِص ميزانية للمشروع.
إن القرية بصدد بناء محطة معالجة مياه الصرف الصحي التي ستصرف في البحيرة على طول الجانب الجنوبي بعد منتزهها. فيعام 2006، حصلت إدارة المحافظة على البيئة بالولاية (دي أي سي) على مرسوم موافقة يطلب من القرية معالجة تدفقات مياه الصرف الصحي التي تحدث كثيرًا عند هطول الأمطار الغزيرة كانت القرية تستخدم مصنع بلدة فولسبورغ على مسافة من القرية في السابق، لكن ذلك لم يكن كافياً.